# 垂果南芥
垂果南芥（学名：Arabis pendula）为十字花科南芥属下的一个种。

## 扩展阅读
維基物種上的相關：垂果南芥